# Мороз, Роман Павлович
Роман Павлович Мороз — заслуженный тренер РСФСР, автор методических книг по тяжелой атлетике и атлетической гимнастике. Доцент. Судья всесоюзной категории (1955).

## Биография
Роман Мороз в 1956 и 1957 годах написал и издал учебные пособия по тяжелой атлетике. Получил звание заслуженного тренера РСФСР. Павел Мороз вместе с Георгием Павловичем Тэнно считается создателем школы атлетической гимнастики в Советском Союзе.
Был главой Всесоюзной комиссии по атлетической гимнастике и гиревому спорту. Его деятельность привела к созданию Всесоюзной федерации атлетизма.
Работал проректором Государственного Центрального ордена Ленина института физической культуры (ГЦОЛИФК).
В начале 1960-х годов издал первую брошюру «Развивай силу», которая содержала 129 страниц. Его другом был главным тренер США по тяжелой атлетике Боб Гофман.
Среди его воспитанников — рекордсмен мира и мастер спорта по тяжелой атлетике Марк Шафран, Григорий Новак — первый чемпион мира в Советском Союзе среди всех видов спорта и Алексей Сидорович Медведев. Алексей Медведев стал заниматься у Романа Мороза после того, как его передал новому тренеру Александр Павлович Базурин. Во время работы в институте, Роман Мороз оказал влияние на выбор тренерской работы Владимиром Масляевым — он сказал спортсмену, что из него может получиться хороший тренер.
Работал тренером в обществе «Крылья Советов».